# Clay County (Indiana)
Clay County is een county in de Amerikaanse staat Indiana.
De county heeft een landoppervlakte van 926 km² en telt 26.556 inwoners (volkstelling 2000). De hoofdplaats is Brazil.

## Bevolkingsontwikkeling

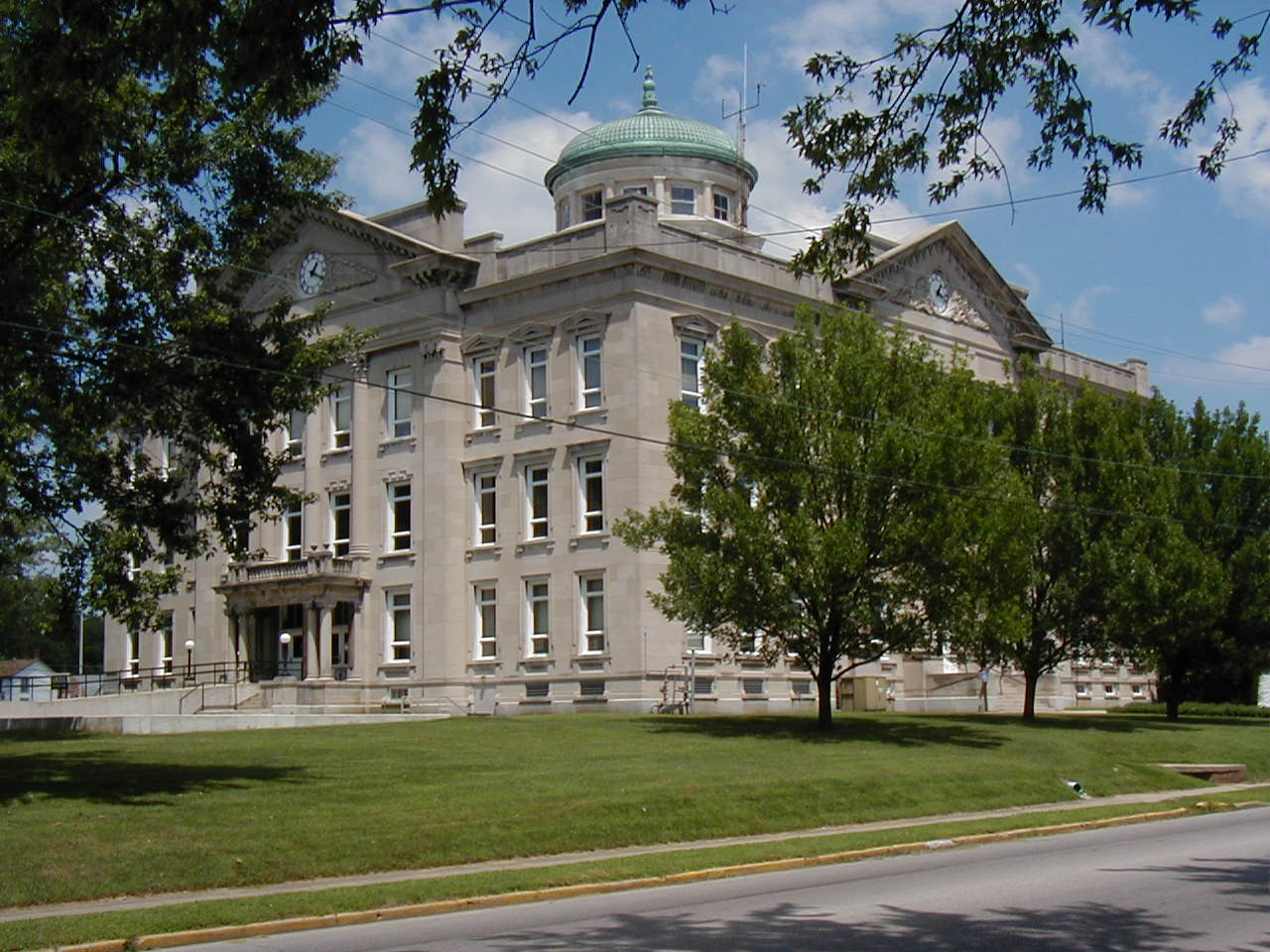
Clay County Courthouse